# 索托新堡
索托新堡（義大利語：Castelnovo di Sotto）是意大利雷焦艾米利亚省的一个市镇。总面积34平方公里，人口8691人，人口密度255.6人/平方公里（2009年）。ISTAT代码为035015。